# قائمة الحروب الأهلية في عهد المراديين
هذه قائمة الحروب الأهلية في تونس خلال عهد السلالة المرادية.
| الحرب                              | الطرف الأول                                                         | الطرف الثاني                          | النتيجة                                                                 |
| ---------------------------------- | ------------------------------------------------------------------- | ------------------------------------- | ----------------------------------------------------------------------- |
| الحرب الأهلية المرادية (1677-1679) | محمد باي المرادي محمد الحفصي                                        | علي الأول المرادي                     | تعادلمعاهدة سلام برعاية الجزائر, و اقتسام السلطة بين الاطراف المتنازعة. |
| الحرب الأهلية التونسية (1680-1685) | محمد باي المرادي ---------- السلالة المرادية بدعم من: إيالة الجزائر | علي باي ---------- الديوان الإنكشارية | انتصار استمرار السلالة المرادية في الحكم                                |
| الحرب التونسية الجزائرية (1694)    | إيالة تونس                                                          | قبائل شمال شرق تونس إيالة الجزائر     | خسارة سقوط السلالة المرادية مؤقتا                                       |
| معركة القيروان (1695)              | السلالة المرادية القبائل المحلية بدعم من: الدولة العثمانية          | إيالة تونس                            | انتصار السلالة المرادية تسترجع حكم إيالة تونس                           |
| إنقلاب مراد الثالث (1699)          | رمضان باي المرادي                                                   | مراد باي الثالث                       | خسارة مراد الثالث يستولي على حكم تونس                                   |
| انقلاب إبراهيم الشريف (1702)       | السلالة المرادية                                                    | إبراهيم الشريف                        | خسارة سقوط الحكم المرادي على إيالة تونس                                 |